# カフェロップ
カフェロップは、第一三共ヘルスケアから発売されている薬剤。

## 概要
眠気を防止することを目的として服用する薬剤である。キャンディタイプの薬剤である。口の中で溶かして摂取するタイプのため、水無しで摂取することができる。
一つのパッケージに12粒が入っており、1粒に約42ミリグラムのカフェインが含まれている。1回に4錠まで服用でき1日に3回服用できる。1日の服用量の合計12錠に500ミリグラムのカフェインが含まれている。2錠にコーヒー1杯分に相当するカフェインが含まれている。
コーヒーを飲んでいる人がカフェロップを上限まで摂取すると、一日のカフェインの摂取量の上限を超えて中毒症状が現れることがある。中毒症状では食欲不振、振戦、悪心、嘔吐、頻脈、頭痛などがある。
2024年の日経ドラッグインフォメーションの記事では、不眠や日中の眠気の悩みの解決のためにカフェロップを服用することに潜むリスクについて述べられていた。